# Cờ của các tổ chức quốc tế
Bài viết này là danh sách các lá cờ của các tổ chức quốc tế.

## Toàn cầu

Cờ của Cộng đồng các quốc gia nói tiếng Bồ Đào Nha
Cờ của Cộng đồng Pháp ngữ
Cờ của Tổ chức Hợp tác Hồi giáo
Cờ của Liên Hợp Quốc
Cờ của UNESCO
Cờ của Tổ chức Thương mại Thế giới

## Xuyên lục địa

Cờ của Các nước ACP
Cờ của Liên đoàn Ả Rập
Cờ của Tổ chức Hiệp ước An ninh Tập thể
Cờ của Cộng đồng các Quốc gia Độc lập
Cờ của Liên minh Kinh tế Á Âu
Cờ của Tổ chức Hiệp ước Bắc Đại Tây Dương
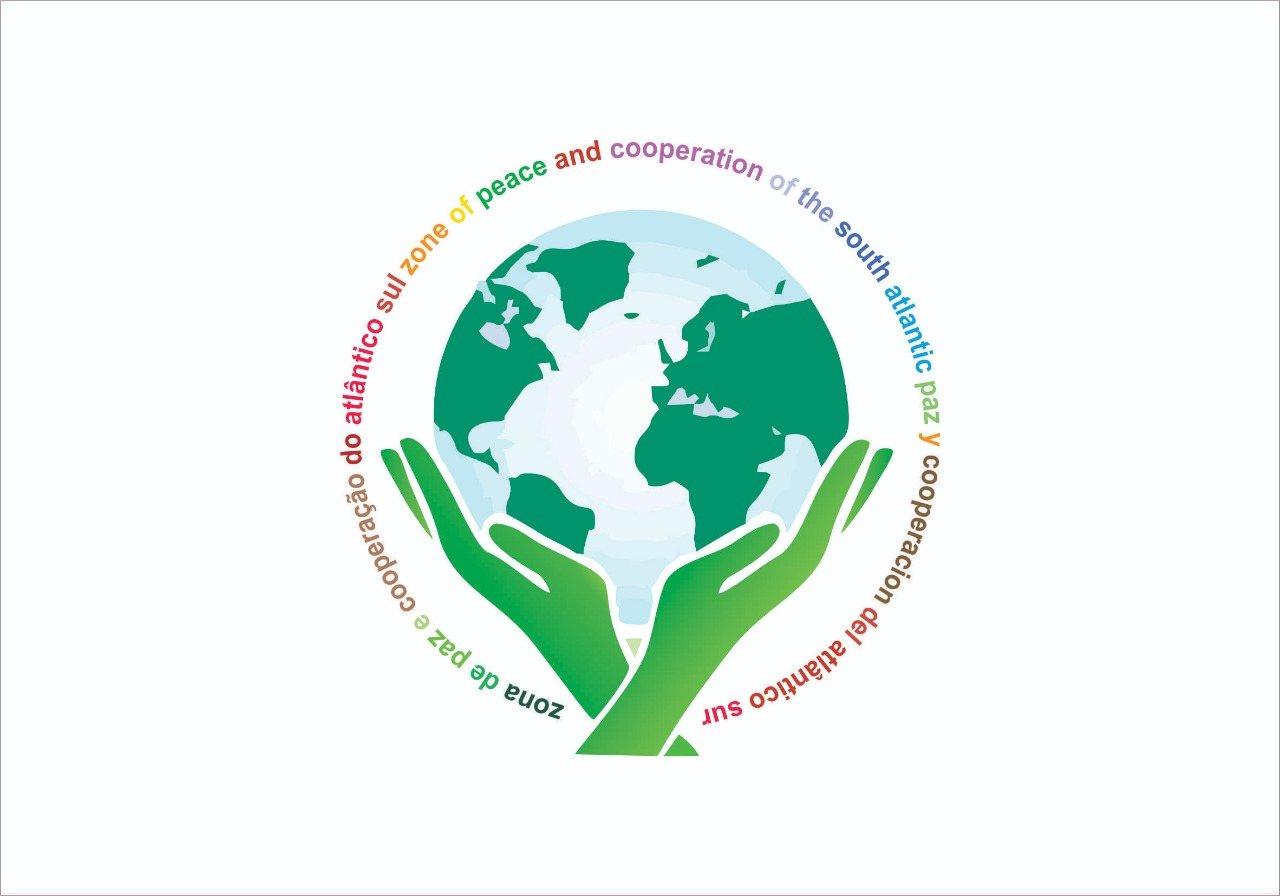
Cờ của Khu vực hòa bình và hợp tác Nam Đại Tây Dương

## Châu Phi

Cờ của Liên minh châu Phi
Cờ của Cộng đồng Phát triển của các Quốc gia miền Nam châu Phi

## Châu Mỹ

Cờ của Cộng đồng Andean
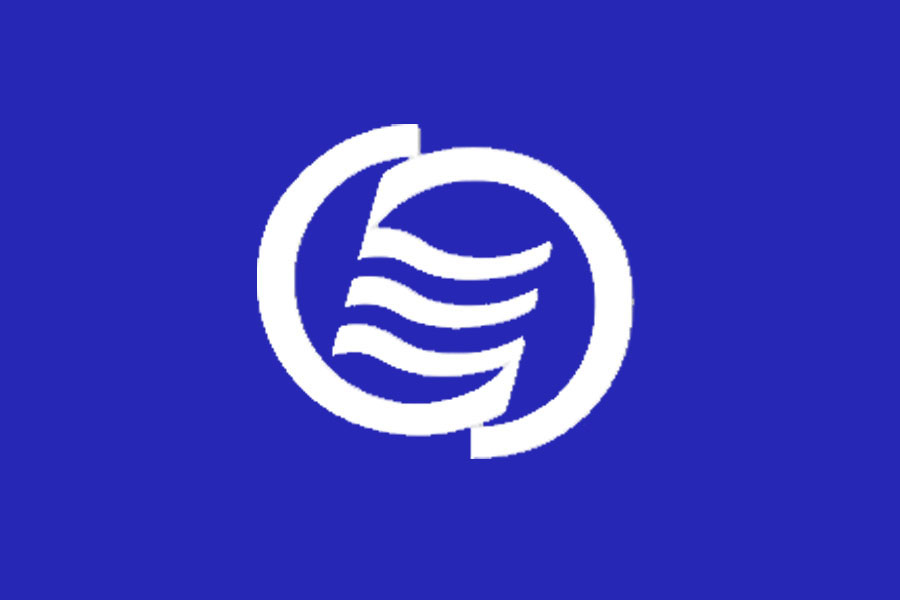
Cờ của Hiệp hội các quốc gia vùng Caribê
Cờ của Liên minh Bolivar vì nhân dân châu Mỹ của chúng ta
Cờ của Hệ thống Hội nhập Trung Mỹ
Cờ của Cộng đồng Caribe
Cờ của Cộng đồng các Quốc gia Mỹ Latinh và Caribe
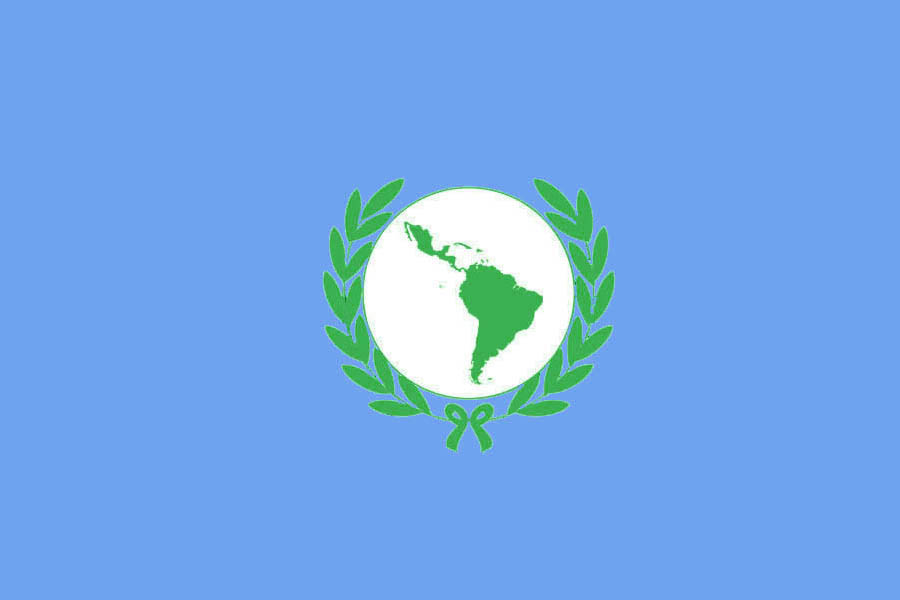
Cờ của Quốc hội Mỹ Latinh
Cờ của Mercosur
Cờ của Tổ chức các quốc gia châu Mỹ
Cờ của Liên minh các Quốc gia Nam Mỹ

## Châu Á

Cờ của Hội đồng Hợp tác Vùng Vịnh
Cờ của Tổ chức các Quốc gia Turkic

## Châu Âu

Cờ của Benelux
Cờ của Hiệp định Thương mại Tự do Trung Âu
Cờ của Hội đồng Châu Âu
Cờ của Hiệp hội Mậu dịch tự do châu Âu
Cờ của Cộng đồng Chính trị Châu Âu
Cờ của Liên minh châu Âu
Cờ của Tổ chức An ninh và Hợp tác châu Âu
Cờ của Hội đồng Bắc Âu